# Domingo Drummond
José Domingo Drummond Cooper (Puerto Cortés, Honduras; 14 de abril de 1957-23 de enero de 2002) fue un futbolista hondureño que participó en la Copa Mundial de España 1982. Su sobrinos son Jeancarlo Vargas y Joshua Vargas, ambos también son futbolistas profesionales.

## Trayectoria
Jugó toda su carrera para el Platense local en la Liga Nacional Hondureña, como defensa, desde 1977 hasta 1993, jugando 235 partidos y marcando 11 goles. Fue prestado con el Broncos UNAH y Vida, para disputar la Copa de Campeones de la Concacaf 1984 y 1985, anotando un par de tantos.

## Selección nacional
También jugó para los Catrachos y los representó  en 14 juegos de clasificación para la Copa Mundial de la FIFA y jugó en un partido en la Copa Mundial de España 1982.

### Participaciones en Copas del Mundo
| Mundial                        | Sede   | Resultado    |
| ------------------------------ | ------ | ------------ |
| Copa Mundial de Fútbol de 1982 | España | Primera fase |

## Clubes
| Club                  | País     | Año       |
| --------------------- | -------- | --------- |
| Platense              | Honduras | 1977-1993 |
| Broncos UNAH (cesión) | Honduras | 1984      |
| Vida (cesión)         | Honduras | 1985      |